# Икрима аль-Барбари
Абу́ Абдулла́х Икрима ибн Абдулла́х аль-Барбари аль-Мадани (араб. أبو عبد الله عكرمة بن عبد الله البربري المدني‎) — исламский богослов, один из основных передатчиков традиционного толкования Корана, приписываемого Ибн Аббасу. Выдающийся представитель поколения табиинов.

## Биография
Икрима был рабом Ибн Аббаса, к которому он попал в то время, когда Ибн Аббас наместником Басры. Поэтому его часто называли мауля Ибн Аббаса. Освобождён сыном Ибн Аббаса, Али. Он много путешествовал, а среди мест, в которых он побывал называют Хиджаз, Египет, Сирию, Йемен, Ирак (Куфа, Басра), Иран (Нишапур, Исфахан), Хорасан (Самарканд, Мерв). Иногда он путешествовал в компании губернаторов, что может свидетельствовать о том, что он странствовал не с целью пропаганды хариджизма, хотя его доктрине он, конечно, следовал. Маловероятно, что он ездил в Магриб, был ответственен за распространение хариджитского учения в Ифрикии, а также, что он умер в Кайраване. Говорят, что он имел берберское происхождения.
Более того, в тот же день, когда умер Икрима, умер Касаййир Газз; для них обоих проводилась совместная погребальная молитва. Сообщается, что он придерживался хариджитских взглядов и его искал один из наместников Медины и, следовательно, он должен был вести подпольный образ жизни, но неопределенность этой информации указывает на её недостоверность. По данным старейших источников, он передавал предания от Ибн Аббаса, Аиши и немногих других сподвижников пророка Мухаммеда; позже, число передатчиков, передававших от него хадисы сильно росло.
Ибн Сад отдаёт должное его знаниям и в то же время критически относится к его вероубеждениям. Четыре из шести авторов классических сборников хадисов (аль-Бухари, Муслим, Абу Дауд и ан-Насаи) приводили от него передачи хадисов. Ранние традиционалисты принимали сообщения от него, и лишь некоторые более поздние критики объявили его ненадежным или лживым из-за его хариджитских взглядов. В конечном итоге Ибн Хаджар аль-Аскаляни и последующие богословы снова приняли его.
Умер в Медине в 723 году в возрасте 80 лет.